# Barrage de Sarrans
Le barrage de Sarrans est un barrage hydroélectrique français qui barre la Truyère dans le département de l'Aveyron, en région Occitanie.

## Localisation
Dans le département de l'Aveyron, le barrage de Sarrans retient les eaux de la Truyère, entre les communes de Brommat (rive droite) et de Sainte-Geneviève-sur-Argence (rive gauche) à environ un kilomètre au sud-est du village de Sarrans. Il est établi en aval du barrage de Lanau et en amont de celui de la Barthe.

## Données techniques
C'est un barrage-poids en béton haut de 113 mètres par rapport aux fondations et 105 mètres par rapport au lit de la rivière. Il est long de 225 m en crête et sa largeur est de 75 m à la base pour 4 m en crête.
L'usine de Sarrans est constituée de quatre groupes turbine de type Francis : 
- trois groupes principaux (AEG, société allemande en dommage de guerre) datant de la construction du barrage (3 × 40 MW) et rénovés dans les années 1980-1990 par Sarelem et Jeumont ;
- un suréquipement de 64 MW construit en 1981 avec un 4e groupe.

Avec une puissance installée de près de 183 MW, cette usine peut alimenter une ville telle que Rodez ou Aurillac.

## Lac de retenue

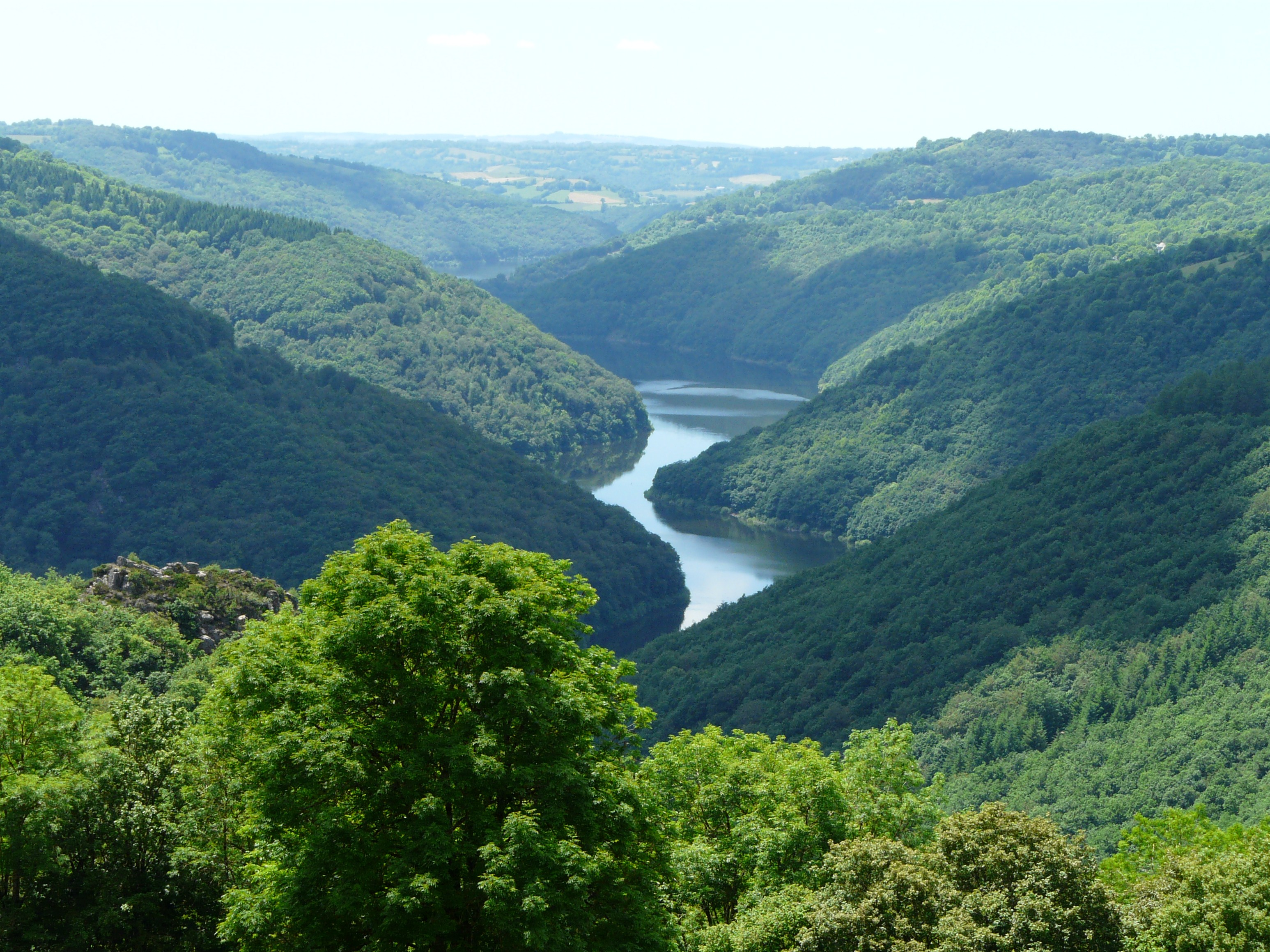
Vue depuis la commune de Paulhenc, la retenue du barrage de Sarrans dans les gorges de la Truyère.

Partagé entre les départements de l'Aveyron et du Cantal, le lac de retenue se situe à 647 m d'altitude et son volume s'élève à 296 millions de mètres cubes d'eau. Long de 35 kilomètres et profond de 100 mètres, il s'étend sur 1 000 hectares, ce qui en fait le huitième plus grand lac artificiel français.
Le lac arrose plusieurs communes auxquelles il sert de limite naturelle : quatre en Aveyron : Brommat, Cantoin, Sainte-Geneviève-sur-Argence et Thérondels, et sept dans le Cantal : Chaudes-Aigues, Espinasse, Lieutadès, Neuvéglise, Oradour, Paulhenc et Sainte-Marie.
Outre la Truyère, plusieurs affluents de celle-ci alimentent la retenue en eau : d'amont en aval, en rive gauche le Remontalou, le ruisseau de Lévandès (et son affluent le ruisseau du Roc des Mons), et le Lebot ; en rive droite, le ruisseau de l'Épie (et son affluent le ruisseau de la Tourette), le ruisseau de la Prade, le ruisseau de Malbec, le ruisseau de Montjalou, le ruisseau de Chantal , le Vezou et le Brezons.

## Historique
Depuis les premières années du XXe siècle, la société Giros et Loucheur, devenue la SFMT (Société des forces motrices de la Truyère), possédait la concession des chantiers.
Sa construction débuta en 1929. Il fut visité en juin 1933 par le président de la République Albert Lebrun qui venait inaugurer l'usine souterraine voisine de Brommat 1. Une plaque commémore l'événement à l'intérieur de l'usine souterraine. Sa mise en service s'effectue en 1934,.
Durant l'entre-deux-guerres, le barrage de Sarrans fut le dernier élément construit d'un ensemble comprenant les petits barrages, supprimés depuis, de la Cadène et de la Bromme, et la grande usine souterraine dite « Brommat 1 » avec ses six groupes.
L'ensemble des travaux a été réalisé en très grande majorité par des travailleurs étrangers : Yougoslaves, Portugais, Espagnols, Italiens, Algériens, Russes... Les registres de l'état-civil des deux communes qui les hébergeaient, Brommat et Sainte-Geneviève-sur-Argence, révèlent qu'au moins une cinquantaine d'entre eux y ont laissé leur vie, victimes d'accidents du travail.
De nombreux techniciens allemands ont également participé aux chantiers, une bonne partie des travaux ayant été payée par les dommages de guerre.
De mai à octobre 2014, le lac de retenue a été entièrement vidé, pour la première fois depuis 1979, afin de réaliser d'importants travaux sur le barrage pour un montant de 25 millions d'euros. Outre de l'entretien divers, le principal chantier a consisté à creuser une galerie de 100 mètres de long sur 5,50 mètres de diamètre dans la roche granitique au fond du barrage pour permettre une vidange d'urgence, nouvelle obligation réglementaire pour le contrôle des crues. Durant cette période, le village englouti de Tréboul était visitable, ainsi que le pont de Tréboul datant du XIVe – XVe siècle et inscrit depuis 1927 au titre des monuments historiques.

## Environnement

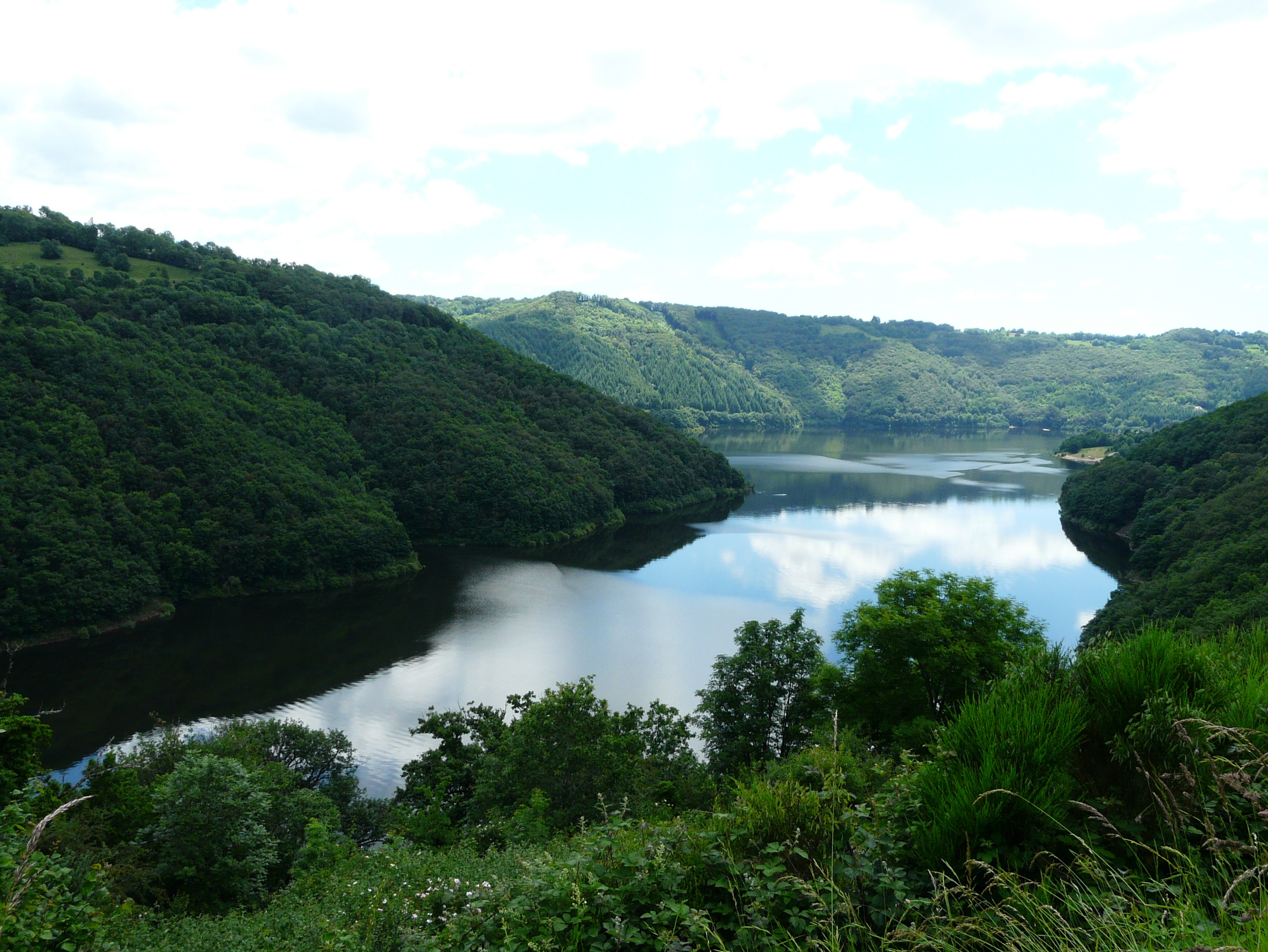
La retenue du barrage et les gorges de la Truyère vues depuis la commune de Paulhenc.

Le barrage et sa retenue font partie de la zone naturelle d'intérêt écologique, faunistique et floristique (ZNIEFF) de type 1 « Vallée de la Truyère, Barrage de Sarrans » qui concerne 7 150 hectares sur les onze communes bordées par le lac de retenue.
Plusieurs espèces à statut réglementé par la directive habitats faune flore et/ou par les listes d'espèces protégées sur le territoire national y ont été répertoriées :
- une plante, l'œillet superbe (Dianthus superbus) ;
- un crustacé, l'écrevisse à pattes blanches (Austropotamobius pallipes) ;
- un papillon, l'apollon (Parnassius apollo) ;
- un mammifère, la loutre d'Europe (Lutra lutra) ;
- dix espèces d'oiseaux : 
  - l'aigle botté (Hieraaetus pennatus) ;
  - la bondrée apivore (Pernis apivorus) ;
  - le chevalier guignette (Actitis hypoleucos) ;
  - l'engoulevent d'Europe (Caprimulgus europaeus) ;
  - le faucon pèlerin (Falco peregrinus) ;
  - le hibou grand-duc (Bubo bubo) ;
  - la huppe fasciée (Upupa epops) ;
  - le milan royal (Milvus milvus) ;
  - le pic noir (Dryocopus martius) ;
  - le pic mar (Dendrocopos medius).

## Galerie de photos

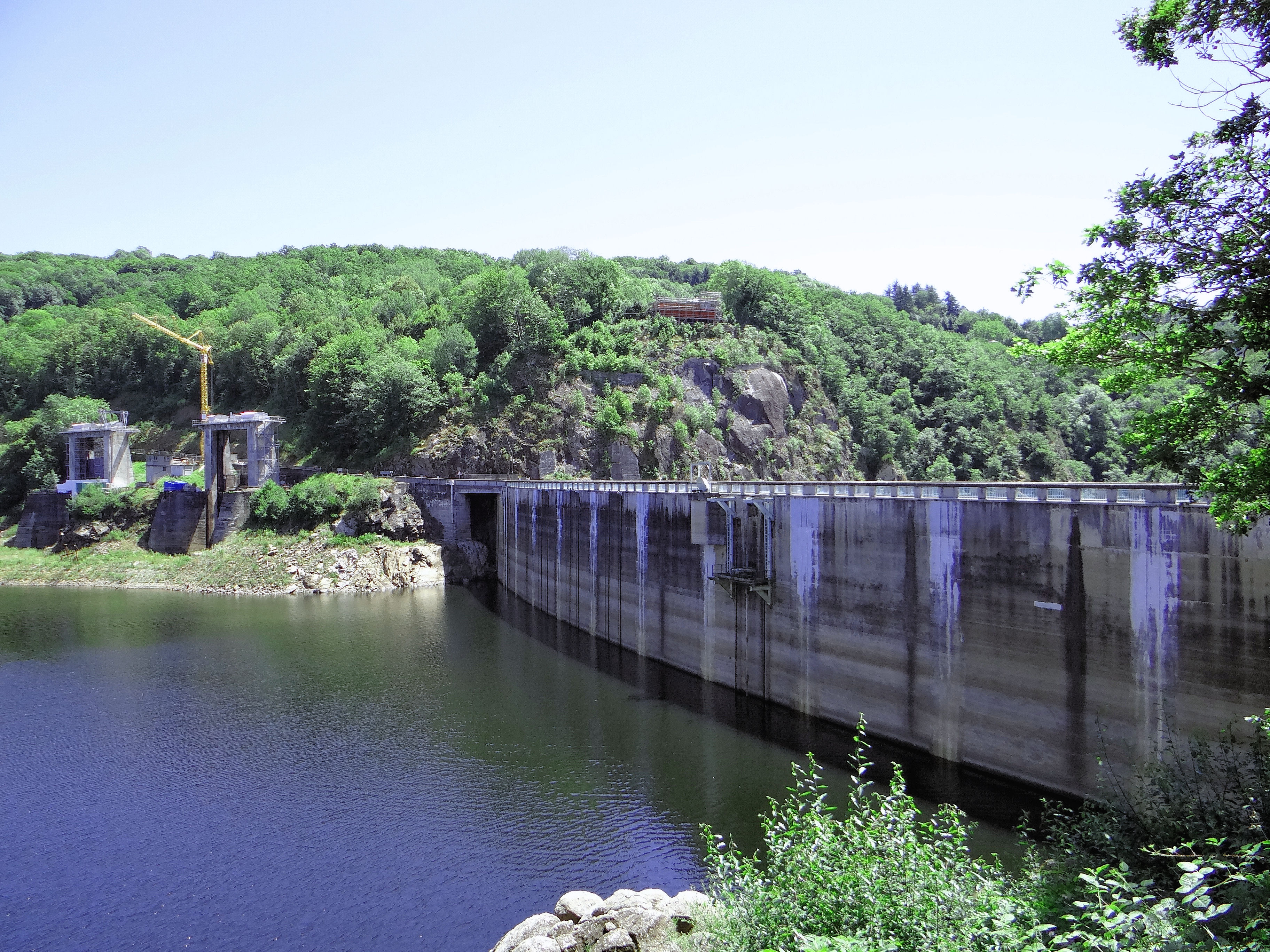
Le barrage de Sarrans.
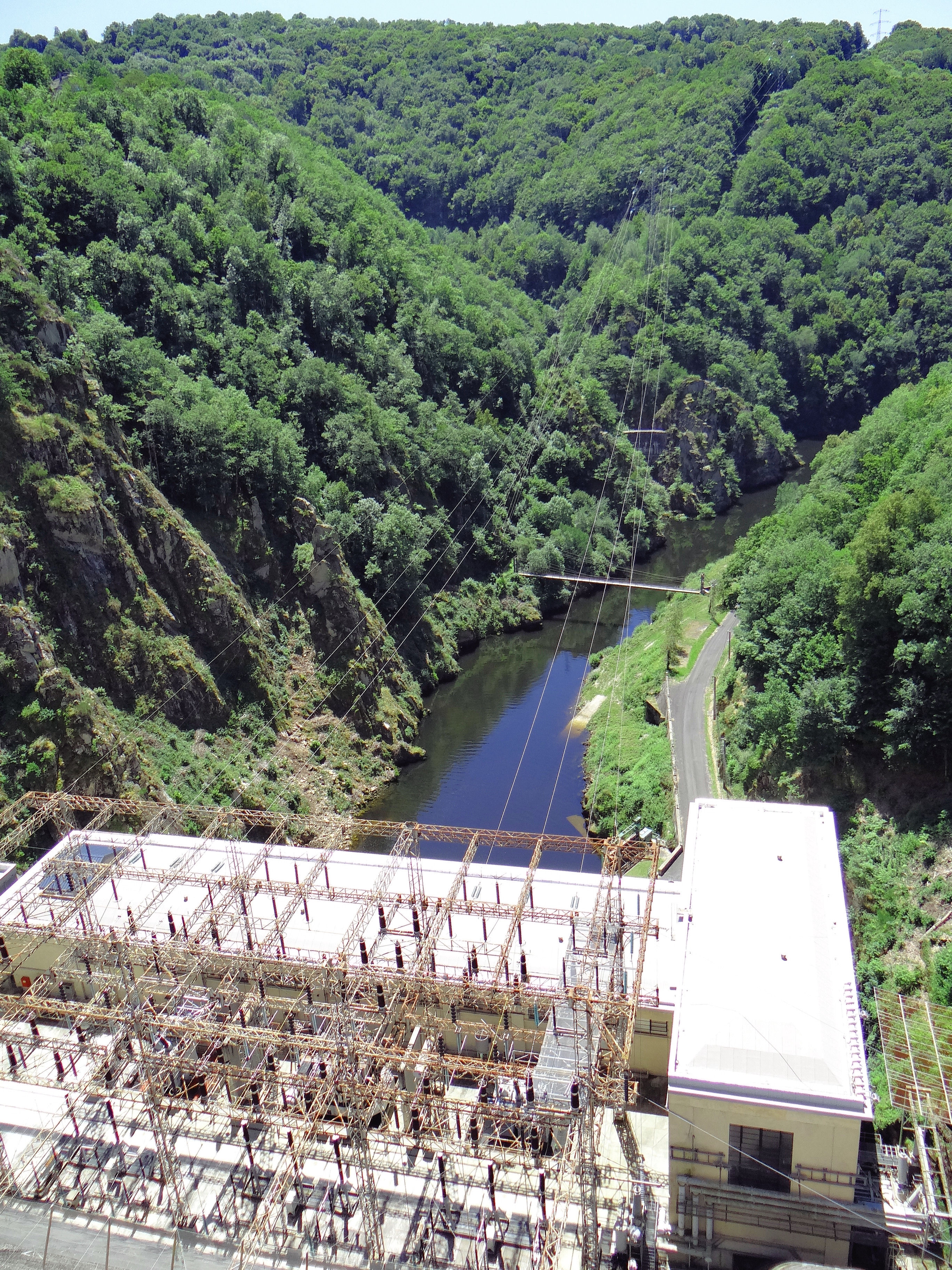
L'usine et la vallée de la Truyère à l'aval du barrage.
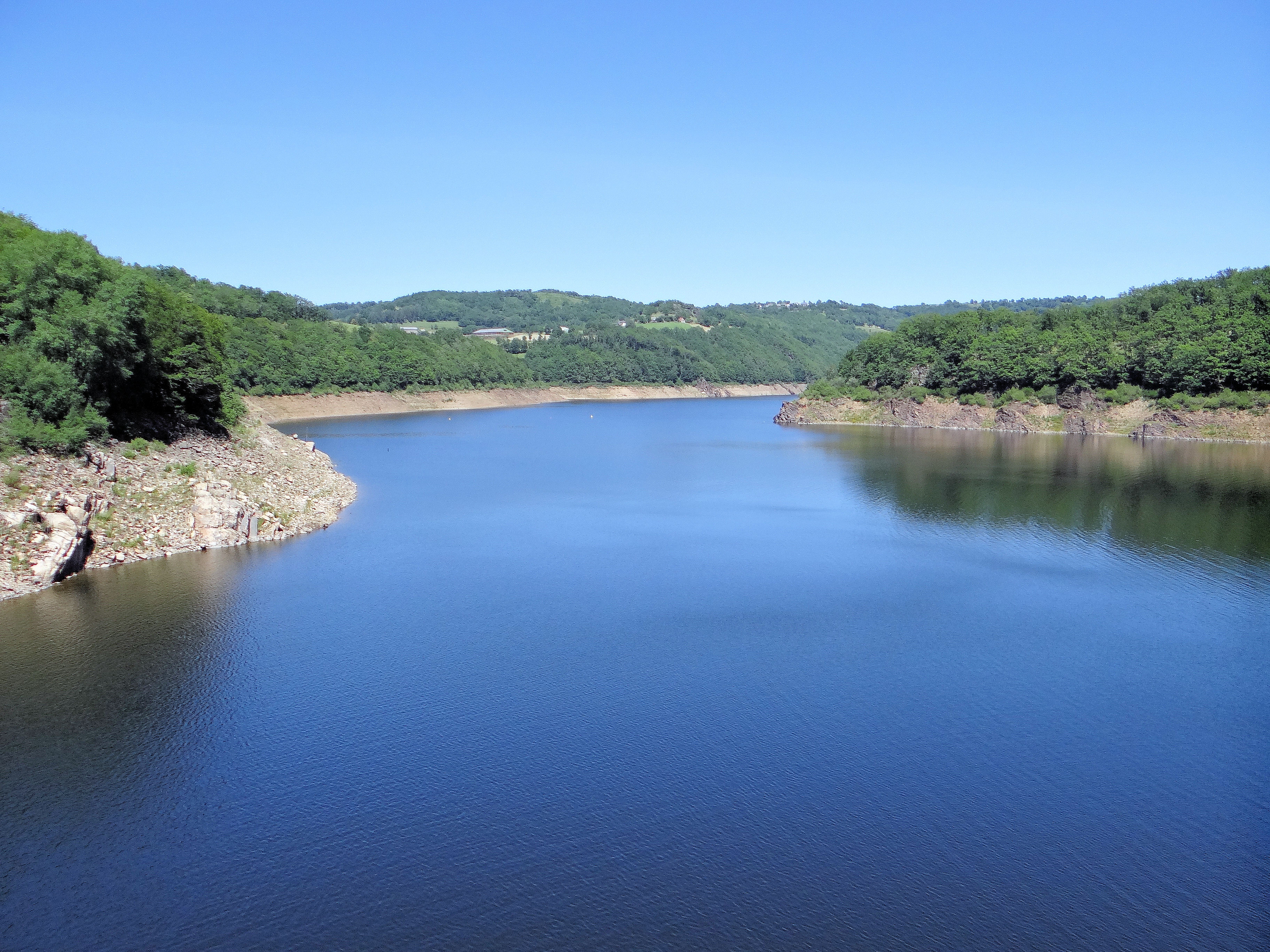
Le lac de retenue vu depuis le barrage.